# Teknikåret 2015

## Händelser

### Januari
- 6-9 januari – CES hålls i Las Vegas.[1]